# Музика серця
«Музика серця» (англ. Music Of The Heart) — американська музична драма 1999 року, знята Весом Крейвеном з Меріл Стріп у головній ролі.

## Сюжет
Після багатьох років шлюбу Роберта залишилася одна з двома дітьми — чоловік пішов, і тепер, здається, все життя зруйноване. Але Роберта розумна і енергійна; вона вирішує, що більше нікому не дозволить вказувати, що їй робити. Сповнена надій на майбутнє, Роберта переїжджає до найнеспокійнішого району Штатів — знаменитого Східного Гарлему, де знаходить посаду викладачки музики в школі.

## У ролях
| Актор                 | Роль                       |
| --------------------- | -------------------------- |
| Меріл Стріп           | Роберта Гуаспарі           |
| Анджела Бассетт       | директорка Джанет Вільямс  |
| Ейдан Квінн           | Браян Тернер               |
| Клоріс Лічмен         | Ассунта Гуаспарі           |
| Джейн Лівз            | Доротея фон Хафт           |
| Генрі Дінхофер        | Лексі у віці 5 років       |
| Кіран Калкін          | Лексі у віці 15 років      |
| Майкл Ангарано        | Нік у віці 7 років         |
| Чарлі Гофгаймер       | Нік у віці 17 років        |
| Джейд Йоркер          | Дишон у віці 11 років      |
| Вікторія Гомес        | Люсі у віці 10 років       |
| Джастін Сполдінг      | Наїм Адізов у віці 9 років |
| Зоуї Стернбах-Таубман | Гваделупі у віці 9 років   |
| Джош Пейс             | Денніс Рош                 |
| Роберт Арі            | Супервайзор                |
| Тедді Колука          | Водій таксі                |
| Барбара Гонсалез      | Секретарка Джанет          |

## Саундтрек
1. «Music Of My Heart» — Gloria Estefan and *NSYNC (4:32)
2. «Baila» — Jennifer Lopez (3:54)
3. «Turn The Page» — Aaliyah (4:16)
4. «Groove With Me Tonight» (Pablo Flores English Radio Version) — Menudo (4:37)
5. «Seventeen» — Tre O (3:48)
6. «One Night With You» — C Note (5:04)
7. «Do Something» (Organized Noize Mix) — Macy Gray (3:53)
8. «Revancha De Amor» — Gizelle d'Cole (4:06)
9. «Nothing Else» — Julio Iglesias, Jr. (4:23)
10. «Love Will Find You» — Jaci Velasquez (4:34)
11. «Music Of My Heart» (Pablo Flores Remix) — Gloria Estefan and *NSYNC (4:23)
12. «Concerto In D Minor For Two Violins» — Itzhak Perlman and Joshua Bell (3:56)

## Знімальна група
- Режисер — Вес Крейвен
- Сценаристка — Памела Грей
- Продюсери — Сьюзен Каплан, Маріанн Маддалена, Аллан Міллер
- Композитор — Мейсон Дерінг